# Warsuga
Die Warsuga (russisch Ва́рзуга, Варзуга) ist ein Fluss im Süden der Halbinsel Kola in der Oblast Murmansk in Russland.
Die Warsuga mündet in das Weiße Meer. Sie hat eine Länge von 254 km und ein Einzugsgebiet von 9840 km². Der mittlere Abfluss beträgt 77 m³/s. Im Mai und Juni beträgt der Abfluss bis zu 300 m³/s. Der Fluss ist regelmäßig zwischen Oktober und Mai gefroren. Die größten Nebenflüsse der Warsuga sind die von links kommenden Serga und Kiza. Die Serga entwässert den See Sergosero. Die Kiza trifft erst wenige Kilometer vor dem Meer auf die Warsuga.
Die Warsuga gilt als der lachsreichste Fluss der Kola-Halbinsel.